# 新几内亚凤仙
新几内亚凤仙（学名：Impatiens hawkeri）为凤仙花科凤仙花属下的一个种。

## 扩展阅读
- 維基物種上的相關：新几内亚凤仙